# Gottfried Justus Frankenfeld
Gottfried Justus Frankenfeld (auch Gottfried Justin) (* 13. Dezember 1741 in Clausthal; † 7. Oktober 1808 in Seelze) war ein deutscher lutherischer  Pastor.

## Leben
Der Sohn eines Forstbeamten studierte von 1759 bis 1763 Evangelische Theologie in Göttingen. Er hat ein Stammbuch mit zahlreichen Eintragungen und Versen hinterlassen, das Einblicke in die gesellschaftliche Kultur der damaligen akademischen Jugend Göttingens und der gebildeten bürgerlichen Kreise gibt.
1774–1777 wirkte er zunächst als Interimsprediger an St. Johannis in Göttingen und dann als Pastor in Döhren. 1779 legte er ein Taufregister in tabellierter Form an. 1789 trat er als Nachfolger von Wilhelm Johann Julius Hoppenstedt das Pfarramt in Seelze an. Als er 1790 vorschlug, für die neu angeschaffte Schlaguhr dem Kirchturm eine neue Spitze aufzusetzen, eskalierte der Kostenstreit mit den sechs Außendörfern erneut. Nachdem 1797 im Hannöverschen vier Superintendenturen gestiftet wurden, wurde er der erste Superintendent der nach Teilung der Inspektion Wunstorf neu eingerichteten Inspektion Seelze mit den Kirchspielen Seelze, Kirchwehren, Dedensen, Marienwerder, Schloß Ricklingen, Horst und Osterwald. Frankenfeld blieb in Seelze bis zu seinem Tod nach einem Schlaganfall.
In Döhren ist eine 1929 angelegte Straße nach ihm benannt.